# 交響曲第3番 (マデトヤ)
交響曲第3番 イ長調 作品55 は、レーヴィ・マデトヤが1925年から1926年にかけて作曲した交響曲。交響曲第4番は完成することなく散逸しており、本作がマデトヤの最後の交響曲となった。初演当時には聴衆、評論家の期待に応える内容ではなかったものの、今日ではシベリウスの交響曲に並ぶ傑作と看做されている。

## 概要
オペラ『オストロボスニアの人々』で成功を収めたマデトヤは出国してフランスへ向かい、パリ郊外にある小村ウイユに6か月間滞在した。彼はこの静かな環境で3番目の交響曲に着手し、経済的な懸念から10月にフィンランドへ帰国してからも、すぐにこの仕事を再開した。
新作交響曲は1926年4月8日にヘルシンキで作曲者自身の指揮によって初演を迎えた。マデトヤは普段通りの称賛を浴びはしたが、聴衆および評論家はこの作品が幾分理解しづらいものであると考えていた。記念碑的で哀調を帯びた第2交響曲によって期待の方向性が固まってしまっており、本作の楽観性と抑制された調子が驚きを与えるとともに、その重要性はほとんど誰にも認識されなかったのである。
年月が経ち、フランスの著作家であるアンリ＝クロード・ファンタピエは、陽気で牧歌的な本作を気質の点で「シンフォニア・ガリカ」(sinfonia Gallica)であると評し、初演の反応を次のように説明した。「聴衆はそのオペラ（『オストロボスニアの人々』）に続く作品は愛国的賛歌であろうと期待を寄せており、聞こえてきたものが彼らにとって難解で、さらには華やかさと荘厳さを欠いたものだったことに失望したのである（中略）フィンランド音楽愛好家の多数はいつも新作にそうした賑わいを期待しているのだ。」そうした中でも、本作は今日ではマデトヤの「傑作」であり、シベリウスの7作の偉業に同じ分野で比肩し得る数少ないフィンランドの交響曲であると認識されている。

## 楽曲構成
全4楽章で構成される。演奏時間は約31分。

### 第1楽章
Andantino - Allegretto
ソナタ形式。カノンや主題の拡大など、モチーフの扱いや対位法的な技巧が数多く用いられている。ティンパニの一撃からアレグレットへと入り、最後はテンポをアンダンティーノへと戻して静かに閉じられる。

### 第2楽章
Adagio
低弦と木管楽器がオスティナートを刻む中、ヴァイオリンの主題で穏やかに開始する。一度大きく盛り上がると勢いは収まっていく。静かで牧歌的なカノンへと至り、低弦から始まるとヴァイオリンも加わって発展していく。冒頭の主題が回帰すると、最後に再びクライマックスを形成して弱音で幕を下ろす。

### 第3楽章
Allegro non troppo
スケルツォ。エルッキ・サルメンハーラはこの楽章と終楽章に最も個性が発揮されていると述べる。ティンパニの連打で開始する。スタッカートの付された第1主題、田園的な第2主題、半音階的に浮かび上がるような第3主題が次々と提示されていく。様々に展開された後、各主題がそれぞれ再現されていき、最後はティンパニと弦楽器のピッツィカートで締めくくられる。

### 第4楽章
Pesante, tempo moderato - Allegretto
シューベルトの大ハ長調交響曲のように、ホルンにより序奏部主題が提示される。荘厳に進められるが次第に祝祭的な雰囲気を帯びるようになり、アレグレットになると流麗な主題が奏でられる。最後には序奏部主題が堂々と回帰し、勢いを減じつつ全曲に終止符が打たれる。